# Basilisk
Basilisk: Kóga ninpóčó (japonsky バジリスク〜甲賀忍法帖〜, Badžirisuku: Kóga ninpóčó), zkráceně Basilisk, je japonská manga série od Masakiho Segawy. Vydávána byla v půlměsíčníku Young Magazine Uppers nakladatelství Kódanša a postupně byla vydána v pěti souborných svazcích. V roce 2005 vznikla adaptace v podobě stejnojmenného 26dílného anime seriálu.

## Příběh
Děj se odehrává v Japonsku v raném období Edo. Existují zde dva nindža klany Iga cubagakure a Kóga mandžidani, které spolu dlouhou dobu bojovaly a nenáviděly se. Když konečně nastane mír, nastane i období zvolení nového následníka šóguna. Vůdci Igy a Kógy musejí na svitek napsat svých deset nejlepších nindžů, kteří budou proti sobě bojovat na život a na smrt. Když zemře poslední z jednoho klanu, druhý klan vyhrává.
Vůdcem Igy je stará žena Ogen a vůdcem Kógy pak starý muž Dandžó. Ti se navzájem v prvním díle porazí. Též se však mezi klany objevuje láska. Oboro z Igy je zamilovaná do samuraje z Kógy, Gennosukeho.